# Patrick Lindsay
Patrick James Lindsay (irisch Pádraig Ó Loingsigh; * 18. Januar 1914; † 29. Juni 1993) war ein irischer Politiker der Fine Gael.

## Biografie
Lindsay, der als Rechtsanwalt tätig war, wurde 1954 als Kandidat der Fine Gael zum Mitglied des Unterhauses (Dáil Éireann) gewählt und vertrat dort nach seiner Wiederwahl 1957 bis 1961 die Interessen des Wahlkreises Mayo North. Am 2. Juli 1956 wurde er von Premierminister (Taoiseach) John A. Costello zum Parlamentarischen Sekretär im Erziehungsministerium sowie im Ministerium für die irischsprachigen Gebiete (Gaeltacht) ernannt. Nach einer Regierungsumbildung war er schließlich vom 24. Oktober 1956 bis zum Ende von Costellos Amtszeit am 20. März 1957 selbst Minister für die Gaeltacht.
Nachdem er 1961 eine Wahlniederlage erlitten hatte und aus dem Unterhaus ausgeschieden war, wurde er 1961 Mitglied des Senats (Seanad Éireann) und vertrat in diesem bis 1965 die Gruppe Industrie und Finanzen. Zugleich war er Vizepräsident des Senats (Leas Cathaoirleach).
Bei den Unterhauswahlen 1965 wurde er dann wiederum zum Mitglied des Dáil Éireann gewählt, wo er bis zu seiner erneuten Wahlniederlage 1969 wieder den Wahlkreis Mayo North vertrat.